# Ладюрнер, Адольф Игнатьевич
Адо́льф Игна́тьевич Ладюрне́р, Ладурнер, Ладурне, Ладюрне (фр. Wilhelm-Adolf Ladurner; 1799—1855) — живописец-баталист.

## Биография
Адольф Ладюрнер родился в семье композитора и пианиста Игнация Ладюрнера, уроженца Тироля. Учился живописи у Ораса Верне, и затем жил и работал в Париже, создавая работы в области батальной живописи (парады, сцены военных действий). Выставлял дважды свои произведения в Салоне (в 1824 картину «Битва при Матаро» и в 1827 — «Главный штаб королевских улан»).
В 1830 году переселился в Санкт-Петербург, где вскоре приобрёл благосклонность императора Николая I и написал для него изображения военных парадов, разводов, лагерных сцен, форм обмундирования различных частей русского войска и т. п.
В 1836 году Императорская академия художеств, за несколько представленных ей работ этого художника, признала его академиком, а в 1840-м возвела в звание профессора. Многочисленные произведения Ладюрнера были рассеяны, главным образом, в императорских дворцах; из них, наиболее сложное и любопытное — «Торжественное освящение Александровской колонны на Дворцовой площади в Петербурге 30 августа 1834 года» (находится в Русском музее).
Будучи искренне преданным императору, Ладюрнер тяжело пережил его кончину; художник скончался в Петербурге 2 (14) июня 1855 года «от параличного изнеможения спинного мозга», очень ненадолго пережив своего покровителя. Похоронен на Смоленском лютеранском кладбище (уч. 4); на могиле сохранилась гранитная стела на постаменте, надгробие разрушено.

## Галерея

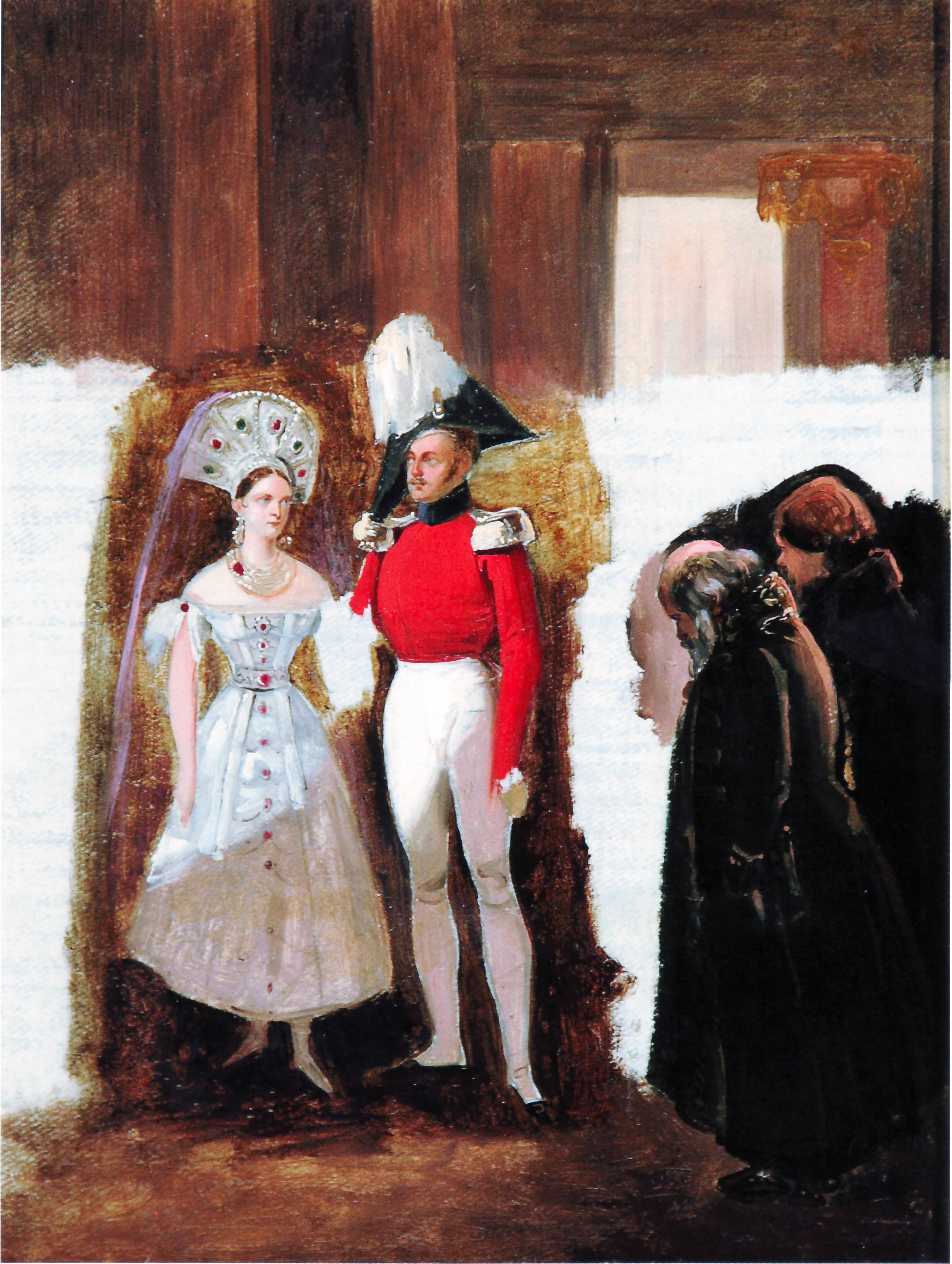
Император Николай I и императрица Александра Федоровна на приёме
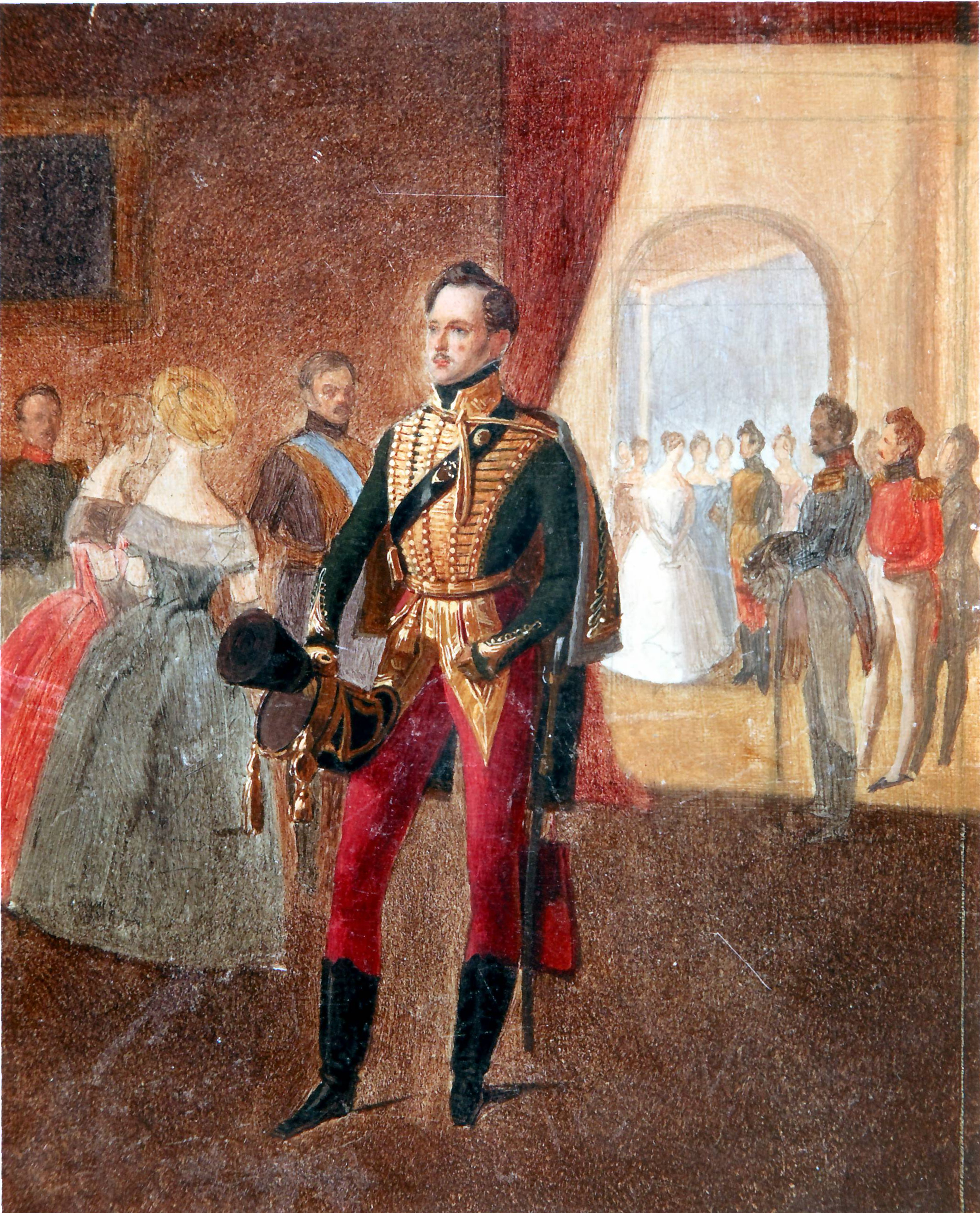
Император Николай I на балу
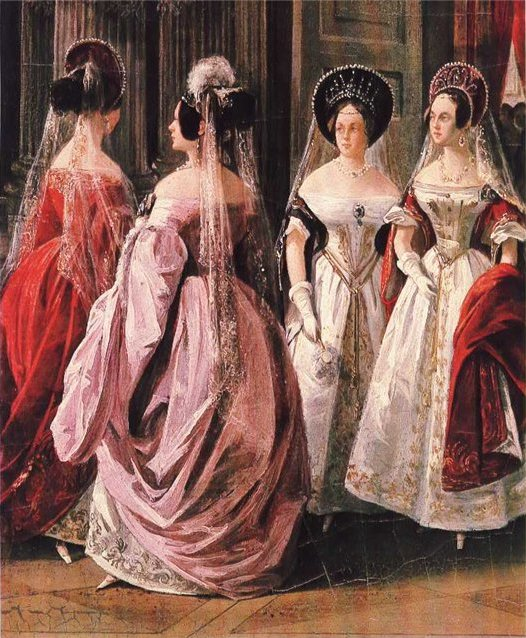
Гербовый зал Зимнего дворца
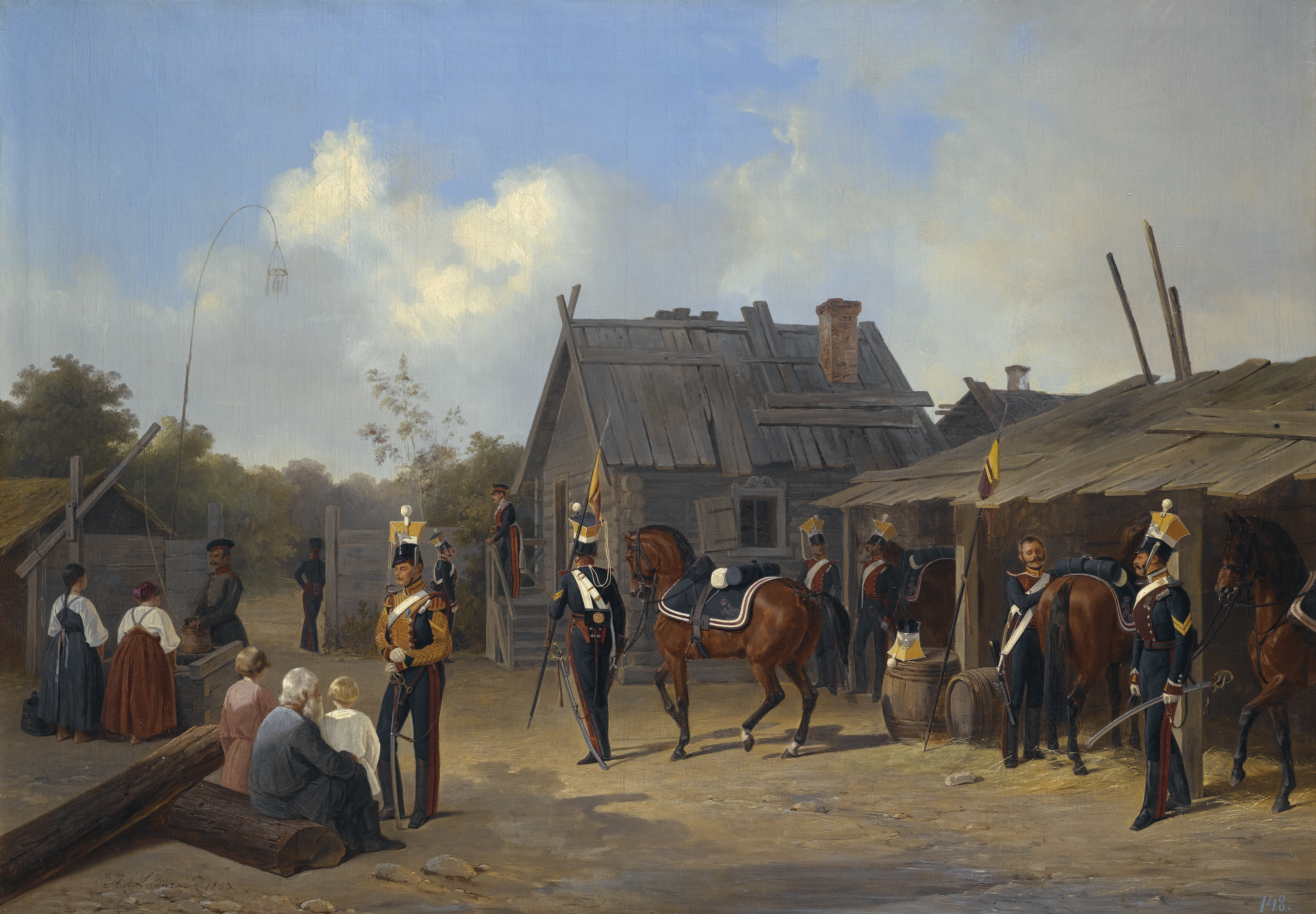
Расквартирование солдат в деревне
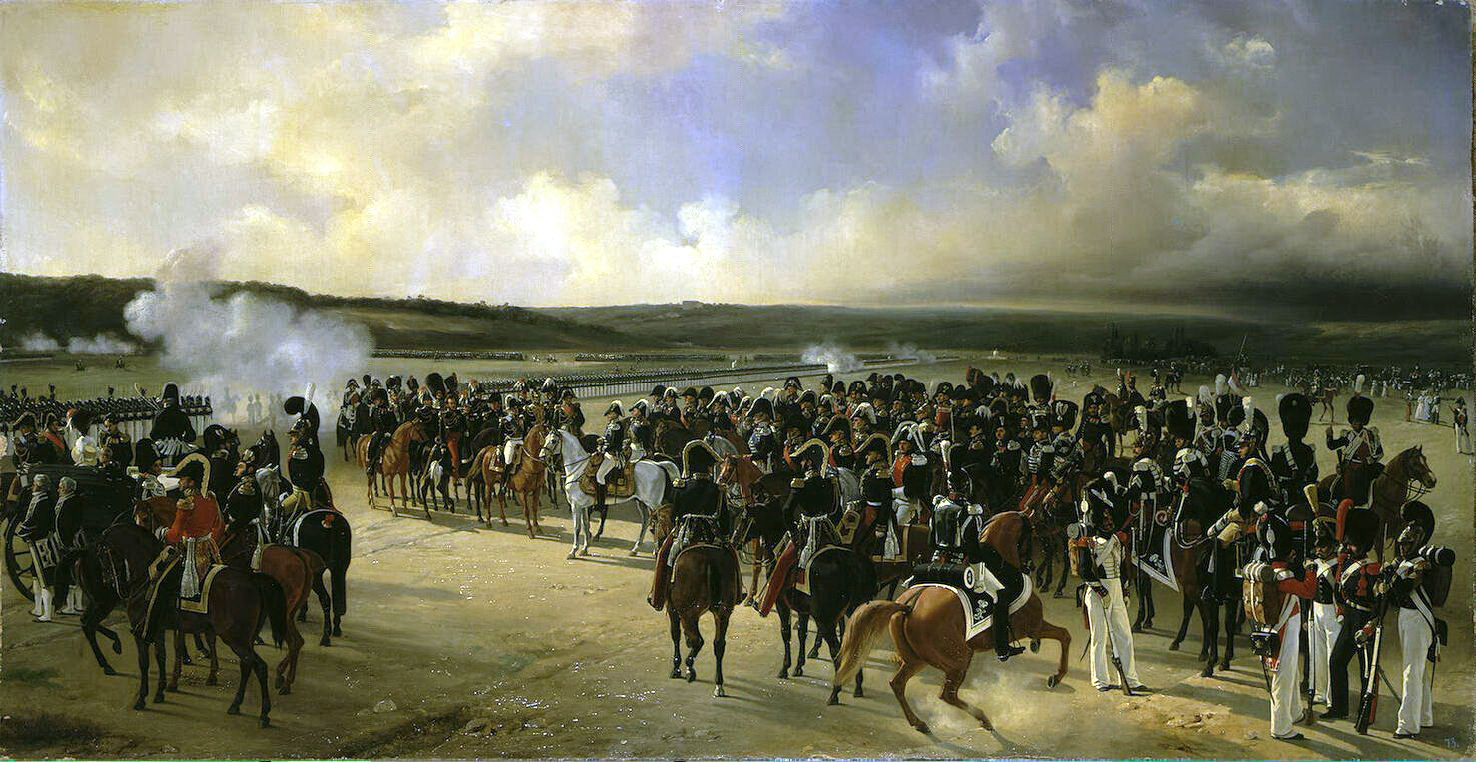
Парад французской гвардии в присутствии короля Карла Х